# Лекана

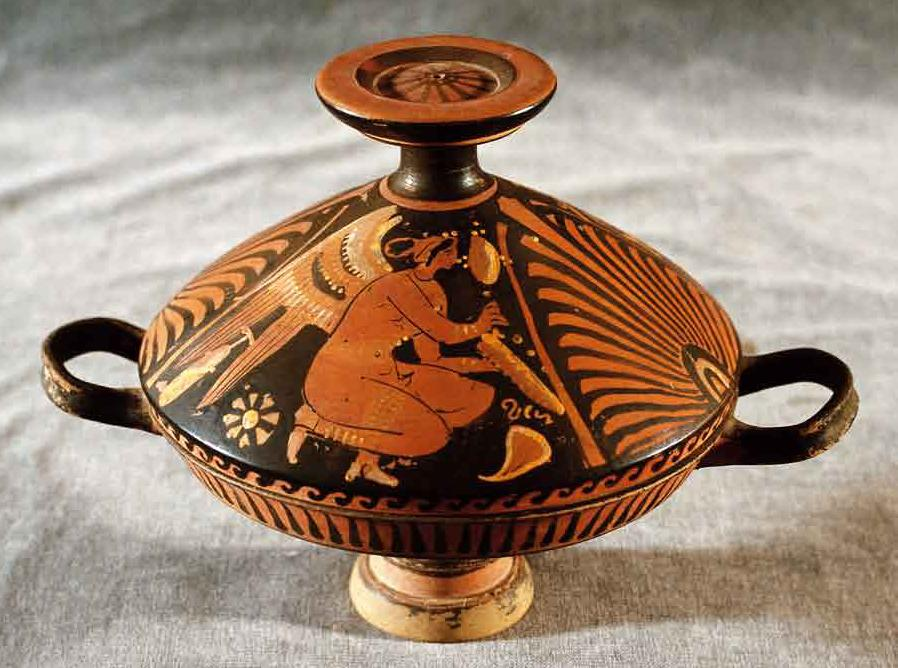
Леканіда із зображенням жінки та Ероса, Апулія, Велика Греція

Лекана — давньогрецька посудина, що є пласкою чашею з двома горизонтальними ручками з боків.
Маленька лекана з кришкою називається леканідою. Призначення посудини точно не встановлено, можливо, лекана служила для зберігання приготованої їжі або оливкової олії. Зображення лекан часто зустрічаються у давньогрецькому вазопису.